# 吉沢敏雄
吉沢 敏雄（よしざわ としお、1950年 - 2014年11月28日）は、日本の静岡県出身の元アマチュア野球選手である。ポジションは投手、内野手。

## 来歴・人物
静岡県の天竜市二俣町（現浜松市天竜区二俣町）出身。大宮工業高校では1968年にエースとして春夏の甲子園に出場。春の選抜では左翼手、四番打者の布施章（松下電器－日本通運－全大宮）の活躍もあって勝ち進む。肩痛や発熱に悩まされながらも好投。準決勝では打線が箕島高の東尾修を打ち崩し、決勝は尾道商の井上幸信との投手戦を制し、「初出場初優勝」の快挙を成し遂げた。夏の選手権は2回戦で津久見高の石井吉左衛門（鐘淵化学）に抑えられ敗退。他の高校同期では、外野手の石井清一郎（阪急）、控え投手の佐藤敬次、奈良正雄（ロッテ）がプロ入りしている。
慶應義塾大学に進学し内野手に転向。東京六大学野球リーグでは、同期の萩野友康、長谷部優らの好投もあり、1971年秋季リーグから3季連続優勝。1972年春季リーグではベストナイン（三塁手）に選出される。直後の全日本大学野球選手権大会では、決勝で関大の山口高志に完封され準優勝。同年の第1回日米大学野球選手権大会日本代表となる。他の同期に外野手の池田和雄がいる。
大学卒業後は東京ガスに入社。慶大先輩のエース工藤真を擁し1975年の都市対抗に出場。準々決勝に進むが大丸に敗退。この大会では伊藤友幸（熊谷組から補強）の控えとして1試合出場にとどまる。1976年に現役引退。
1968年の選抜大会で対戦した浜松工業には二俣中学時代の球友がいた。
2014年11月28日、膵臓癌のため死去。